# Cataglyphis cugiai
Cataglyphis cugiai is een mierensoort uit de onderfamilie van de schubmieren (Formicinae). De wetenschappelijke naam van de soort is voor het eerst geldig gepubliceerd in 1939 door Menozzi.